# Phủ Toàn quyền
Phủ Toàn quyền (tiếng Đức: Generalgouvernement; tiếng Ba Lan: Generalne Gubernatorstwo; tiếng Ukraina: Генеральна губернія) chỉ các vùng lãnh thổ của Đệ Nhị Cộng hòa Ba Lan trước đây, bị Đức Quốc xã chiếm đóng quân sự từ năm 1939 đến 1945 nhưng không được sáp nhập vào lãnh thổ Đức. Các vùng này bao gồm các khu vực mới của Đức như Danzig-Tây Phổ, Wartheland và quận hành chính mới Zichenau ở Đông Phổ. Cấu trúc hành chính trong các khu vực này được thiết lập dưới quyền Toàn quyền Hans Frank và Phó Toàn quyền Josef Bühler, với tổng hành dinh tại Kraków. Việc thành lập Phủ Toàn quyền dựa trên một sắc lệnh của Adolf Hitler vào ngày 12 tháng 10 năm 1939, thay thế quản lý quân sự. Ban đầu, Phủ Toàn quyền bao phủ một diện tích 95.000 km², và mở rộng lên 144.000 km² vào ngày 1 tháng 8 năm 1941, sau cuộc tấn công Liên Xô, bao gồm quận Galicia trước đó do Liên Xô chiếm đóng.
Trong suốt thời gian chiếm đóng của Đức, Phủ Toàn quyền là nơi kết hợp giữa chính sách khai thác và tiêu diệt. Dân số Do Thái và một phần lớn dân số Ba Lan bị giết hại. Song song với các hành động tiêu diệt, chính sách khai thác được thực hiện nhằm bù đắp thiếu hụt lao động trong nền kinh tế Đức. Về kinh tế, Phủ Toàn quyền hoàn toàn phụ thuộc vào Đại Đức, nhưng không được phép tiêu tốn nhiều chi phí. Phủ Toàn quyền được xem là một phần quyền lực Đức Quốc xã, nhưng không được quản lý theo mô hình Đức; chính quyền chiếm đóng chỉ quan tâm đến các vấn đề trực tiếp của chính họ và bỏ mặc người Ba Lan tự lo liệu.

## Thành lập Phủ Toàn quyền
Các chiến thắng nhanh chóng của Quân đội Đức trong cuộc chiến chống Ba Lan dẫn đến việc chiếm đóng quân sự đất nước này một cách nhanh chóng. Ban đầu, các lãnh đạo hành chính dân sự tại các quân đội riêng lẻ chịu trách nhiệm thiết lập quản lý quân sự. Vào ngày 25 tháng 9 năm 1939, lãnh thổ này được đặt dưới quản lý quân sự theo một sắc lệnh của Quốc trưởng Hitler và chia thành bốn quận quân sự.
Lãnh thổ chiếm đóng phân biệt cơ bản giữa hai khu vực: Các phần phía tây của Ba Lan bị sáp nhập vào lãnh thổ Đại Đức, trong khi phần còn lại, được gọi là "Restpolen" (phần còn lại của Ba Lan), theo một sắc lệnh của Führer ngày 12 tháng 10 năm 1939 sẽ được chuyển thành "Phủ Toàn quyền các vùng lãnh thổ Ba Lan bị chiếm đóng" (Generalgouvernement für die besetzten polnischen Gebiete). Tên gọi Generalgouvernement được lựa chọn có chủ ý theo mô hình Generalgouvernement Warschau (Phủ Toàn quyền Warszawa), nơi từng được quản lý quân sự bởi Đế quốc Đức trong Thế chiến thứ nhất.
Ban đầu, lãnh đạo Quốc xã đã cân nhắc việc thiết lập một nhà nước Ba Lan còn lại dưới sự thống trị của Đế chế Đức ở các vùng lãnh thổ không bị sáp nhập của Ba Lan. Khả năng này đã được để ngỏ trong thỏa thuận bổ sung bí mật trong Hiệp ước Không xâm lược Đức-Xô và ban đầu Hitler ủng hộ ý tưởng này để tránh sự tham chiến của Anh. Tuy nhiên, sau khi Anh tham chiến vào ngày 2 tháng 9 và Hồng quân chiếm đóng Đông Ba Lan vào ngày 17 tháng 9, ý tưởng về một nhà nước còn lại bị từ bỏ và chỉ còn là một khu vực người dân không có quyền tự quyết.
Với việc thành lập Phủ Toàn quyền, khái niệm về một vùng lãnh thổ còn lại của Ba Lan mang một ý nghĩa mới, đầy tính mỉa mai: Không còn tồn tại một quốc gia Ba Lan độc lập, mà là một tình trạng không có quốc gia và dân tộc. Phủ Toàn quyền trở thành một khu dự trữ nguồn nhân lực bị tước quyền quốc gia, lãnh đạo và bị đẩy xuống mức văn hóa cơ bản, dưới sự kiểm soát chặt chẽ của Đức.
Vào ngày 26 tháng 10 năm 1939, Phủ Toàn quyền được đặt dưới quản lý dân sự theo một đạo luật do Bộ Nội vụ Đức soạn thảo và tách khỏi sự quản lý quân sự của Tổng tư lệnh miền Đông, Gerd von Rundstedt. Bốn quận quân sự bị giải thể và quyền hạn của chúng được chuyển cho Hans Frank, Toàn quyền, người đứng đầu một chính quyền dân sự độc lập chiếm đóng. Việc thành lập này diễn ra đột ngột và không có sự tham vấn với Wehrmacht.
Nhà sử học Rolf-Dieter Müller thấy rằng có một mối liên hệ với những chỉ trích về chính sách khủng bố của Quốc xã, được Tổng tư lệnh miền Đông, Tướng Johannes Blaskowitz, nêu ra. Blaskowitz thấy rằng phạm vi hoạt động của mình chỉ còn lại việc huấn luyện các đơn vị thay thế cho mặt trận phía Tây và bảo vệ biên giới với Liên Xô, nhưng khi làm như vậy, ông vẫn gây ảnh hưởng lớn trong Phủ Toàn quyền.

## Lãnh thổ của Phủ Toàn quyền
Phủ Toàn quyền bao gồm miền Trung Ba Lan và ban đầu được chia thành bốn quận: Kraków, Radom, Warszawa và Lublin, mỗi quận có một số thành phố và huyện nông thôn tương ứng. Sau khi Chiến tranh Đức-Xô bắt đầu, vào ngày 1 tháng 8 năm 1941, khu vực xung quanh Lemberg (hiện là Lviv, Ukraine) được thêm vào Phủ Toàn quyền như là quận mới Galicia. Do đó, Phủ Toàn quyền bao phủ một diện tích tổng cộng 142.000 km² với khoảng 12 triệu dân.
Ranh giới của Phủ Toàn quyền: phía Đông giáp với đường phân chia Đức-Xô dọc theo các con sông Bug và San. Phía Nam giáp với Hungary (Karpat-Ukraina) và Cộng hòa Slovakia. Phía Tây và Bắc giáp với Đế chế Đức (tỉnh Silesia, sau này là Thượng Silesia, Đông Phổ và khu vực Reichsgau Wartheland). Ranh giới với Slovakia đã được điều chỉnh vào ngày 21 tháng 9 năm 1939 thông qua việc chuyển nhượng khu vực Arwa-Zips của Ba Lan.

### Trụ sở hành chính và cơ cấu tổ chức
Tổng hành dinh Phủ Toàn quyền Hans Frank ban đầu được đặt tại thành phố Lodsch (Łódź). Sau khi Łódź được sáp nhập vào Đế chế Đức vào ngày 9 tháng 11 năm 1939, trụ sở hành chính được chuyển đến Wawel ở Kraków từ ngày 26 tháng 10 năm 1939.
Từ ngày 31 tháng 7 năm 1940, Phủ Toàn quyền chỉ còn được gọi là Generalgouvernement. Đơn vị hành chính của Tổng toàn quyền tại Kraków được gọi là Chính quyền Phủ Toàn quyền. Các lãnh đạo quận trước đây được đổi tên thành Thống đốc. Quyền lực nhà nước nằm trong tay Toàn quyền và Hermann Göring, chủ tịch Hội đồng Bộ trưởng về Quốc phòng Đế chế và Ủy viên Kế hoạch Bốn năm. Hitler cũng trao quyền cho các cơ quan chính phủ tối cao của Đế chế Đức ra lệnh trực tiếp cho Phủ Toàn quyền, cho phép Heinrich Himmler và Reinhard Heydrich can thiệp vào các vấn đề của Phủ Toàn quyền. Điều này dẫn đến sự đối kháng chính trị giữa Frank và Himmler, đặc trưng cho quản lý của Phủ Toàn quyền.

### Đơn vị hành chính và nhân sự
Các quận được xác định lại, trong khi các quận về cơ bản giữ nguyên giới hạn cũ. Cuối năm 1939/đầu năm 1940, do thiếu nhân sự Đức, một số quận được gộp lại thành các đơn vị hành chính lớn hơn, được gọi là "Kreishauptmannschaft" hoặc "Stadthauptmannschaft". Những đơn vị này được lãnh đạo bởi các quan chức Đức, gọi là Kreis- hoặc Stadthauptkommissar. Tổng cộng có 130 quan chức từ Đế chế Đức. Quản lý các xã địa phương nằm trong tay người Ba Lan.
Thay đổi quận, thành phố:
- Kraków, Lublin, Radom, Częstochowa và Warszawa: Trở thành quận khi Đức bắt đầu quản lý.
- Deutsch-Przemysl: Được thành lập vào ngày 13 tháng 7 năm 1940, sau khi sáp nhập vào các phần còn lại của thành phố Przemyśl ở phía tây San. Đổi tên thành thành phố Przemysl vào ngày 15 tháng 11 năm 1941 sau khi sáp nhập phần phía đông Przemysl, trước đó thuộc quận Galizien.
- Stadtkreis Kielce: Được thành lập vào ngày 10 tháng 10 năm 1940.
- Lemberg: Được xác nhận là quận của thành phố vào ngày 11 tháng 8 năm 1941.

## Tình trạng pháp lý
Tình trạng pháp lý Phủ Toàn quyền theo luật quốc tế vẫn chưa được xác định rõ ràng cho đến năm 1945. Nó được coi là một "vùng phụ của Đế chế Đức" và được gọi là Reichsnebenland, chịu sự kiểm soát của Đức ("Raumhoheit") nhưng không phải là một phần của Đế chế Đức, do đó có thể được xem là lãnh thổ nước ngoài. Tình trạng không rõ ràng này ban đầu dường như phù hợp cho việc khai thác triệt để. Tuy nhiên, nhanh chóng nhận ra rằng ít nhất cần có các nguyên tắc pháp lý cơ bản để quản lý nhằm không làm khó khăn việc khai thác này.
Phủ Toàn quyền được ngăn cách với Đế chế Đức bằng các ranh giới cảnh sát, tiền tệ, ngoại hối và hải quan. Nhà khoa học pháp lý quốc xã Wilhelm Grewe đã nhận xét rằng trong các thông báo chính thức, không sử dụng khái niệm "Debellation" (sự chinh phục hoàn toàn về quân sự) hay "Okkupation" (sự chiếm đóng). Ông kết luận rằng các khái niệm truyền thống luật quốc tế dựa trên ý tưởng về quốc gia như lãnh thổ quốc gia hoặc lãnh thổ vô chủ không còn phù hợp: "Phủ Toàn quyền không phải là lãnh thổ vô chủ cũng không phải là lãnh thổ Đế chế Đức theo nghĩa pháp luật quốc gia".

## Sự khủng bố
Sự cai trị Đức Quốc xã trong Phủ Toàn quyền được coi là một trong những biểu hiện kinh hoàng nhất của sự khủng bố trong chế độ quốc xã. Khoảng ba triệu người Do Thái Ba Lan và gần như tương đương số lượng người Ba Lan đã bị sát hại hoặc trở thành nạn nhân trong các hành động khủng bố như thảm sát (ví dụ: Thảm sát Przemyśl), các "chiến dịch đặc biệt" (ví dụ: chiến dịch đặc biệt Kraków) và chính sách đói nghèo có mục tiêu. Toàn quyền Hans Frank đã nói với một nhà báo vào tháng 2 năm 1940:
"Ở Prague chẳng hạn, có những tấm áp phích đỏ lớn thông báo rằng hôm nay bảy người Séc đã bị bắn. Tôi đã tự nhủ rằng nếu tôi phải treo một tấm áp phích cho mỗi bảy người Ba Lan bị bắn, thì rừng của Ba Lan sẽ không đủ để sản xuất giấy cho những tấm áp phích đó."

Mục tiêu tuyên bố của Đức quốc xã là làm cho Phủ Toàn quyền "không còn người Do Thái" và đuổi người Ba Lan đi để người Đức có thể định cư ở đó. Sau đó, Phủ Toàn quyền sẽ được sáp nhập vào Đế chế Đức. Hans Frank đã tuyên bố trong một cuộc họp của các lãnh đạo bộ phận ở Kraków vào ngày 26 tháng 3 năm 1941:
"Führer đã hứa với tôi rằng trong tương lai gần, Phủ Toàn quyền sẽ hoàn toàn không còn người Do Thái. Ngoài ra, rõ ràng đã được quyết định rằng Phủ Toàn quyền trong tương lai sẽ là một khu vực sinh sống của người Đức. Nơi mà ngày nay có mười hai triệu người Ba Lan sinh sống, một ngày nào đó sẽ có bốn đến năm triệu người Đức. Phủ Toàn quyền phải trở thành một vùng đất Đức như vùng Rhineland".

Một vai trò đặc biệt trong kế hoạch này là những người Schmalzowniks.

### Sự đàn áp dân tộc Ba Lan
Người Ba Lan không được phép có bất kỳ khả năng tự chủ nào. Các trường trung học và đại học Ba Lan bị đóng cửa và hệ thống giáo dục và báo chí bị giảm xuống mức tối thiểu để củng cố sự đàn áp đối với người Slav. Trong một ghi chú Thống chế SS Heinrich Himmler, ông viết:
"Một câu hỏi cơ bản trong việc giải quyết tất cả các vấn đề này là vấn đề trường học và do đó là việc phân loại và tuyển chọn thanh niên. Đối với dân tộc không phải là người Đức ở phía Đông, không được phép có trường học cao hơn trường tiểu học bốn lớp. Mục tiêu của trường tiểu học này chỉ đơn giản là: Tính toán cơ bản đến tối đa là 500, viết tên, và dạy rằng có một mệnh lệnh thiêng liêng là phải vâng lời người Đức, và phải trung thực, chăm chỉ và ngoan ngoãn. Tôi không cho rằng việc đọc là cần thiết. Ngoài trường học này, không được phép có bất kỳ trường học nào khác ở phía Đông... Dân số của Phủ Toàn quyền sau đó, sau khi thực hiện các biện pháp này một cách nhất quán, sẽ dần dần bao gồm một dân số kém chất lượng... Dân số này sẽ là nguồn nhân lực không có người lãnh đạo và sẽ cung cấp cho Đức những người lao động di cư hàng năm và những công nhân cho các công việc đặc biệt (đường, mỏ đá, xây dựng)".

### Trại tập trung và khu biệt lập
Khu vực Phủ Toàn quyền được bao phủ bởi một mạng lưới dày đặc các trại tập trung, nơi các lực lượng SS-Totenkopfverbände (lực lượng đầu lâu) và Gestapo hoành hành không kiểm soát. Có các trại lao động, trại tạm giam và trại tù binh, nơi tỷ lệ tử vong tù nhân đặc biệt cao. Người Do Thái Ba Lan bị nhốt trong các khu biệt lập, khu biệt lập lớn nhất được thành lập vào tháng 10 năm 1940 là khu biệt lập Warsaw (Warsaw Ghetto), nơi 450.000 người Do Thái sống trong điều kiện vô nhân đạo và bị ép buộc lao động.
Vào tháng 6/tháng 7 năm 1941, các đội hành quyết của cảnh sát an ninh và SD đã tiến hành những cuộc tàn sát hàng loạt đầu tiên đối với người Do Thái trong Phủ Toàn quyền. Từ tháng 7 năm 1942 đến tháng 10 năm 1943, trong khuôn khổ chiến dịch tiêu diệt "Aktion Reinhardt", các khu biệt lập bị giải tán: hai triệu người Do Thái Ba Lan và khoảng 50.000 người Digan đã bị sát hại tại bốn trại hủy diệt Belzec, Sobibór, Treblinka và Majdanek. Vụ thảm sát lớn nhất trong Phủ Toàn quyền là "Aktion Erntefest": vào ngày 3 và 4 tháng 11 năm 1943, 42.000 lao động cưỡng bức Do Thái đã bị bắn bởi các tiểu đoàn cảnh sát trật tự.

## Lao động cưỡng bức

### Nghĩa vụ lao động đối với người Ba Lan
Người dân Ba Lan bị buộc phải lao động cưỡng bức theo Sắc lệnh về việc áp dụng nghĩa vụ lao động đối với người dân Ba Lan trong Phủ Toàn quyền từ ngày 26 tháng 10 năm 1939. Họ chỉ nhận được khoảng 600 kilocalories mỗi ngày, không đủ để đáp ứng nhu cầu năng lượng hàng ngày. Những người này bị ép buộc lao động trong Phủ Toàn quyền hoặc bị đày đến các khu vực bên ngoài Phủ Toàn quyền theo Sắc lệnh về nghĩa vụ phục vụ từ ngày 13 tháng 5 năm 1942.
Con cái của những nữ lao động cưỡng bức bị đưa vào các trung tâm tập trung trẻ em, nhằm để chúng tàn lụi dần dần mà không bị công chúng chú ý. Điều này xảy ra chủ yếu thông qua bỏ qua việc chăm sóc và làm suy dinh dưỡng. Tại các trung tâm này, trẻ em chỉ nhận được nửa lít sữa và ba viên đường mỗi ngày.

### Lao động cưỡng bức đối với người Do Thái
Với Sắc lệnh về việc áp dụng lao động cưỡng bức đối với người Do Thái trong Phủ Toàn quyền từ ngày 26 tháng 10 năm 1939, nghĩa vụ lao động cưỡng bức được áp dụng ngay lập tức đối với người Do Thái sống tại đây. Những người bị buộc phải lao động được tập trung thành các "đội lao động cưỡng bức". Các quy định cần thiết để thực hiện sắc lệnh này không được ban hành bởi người đứng đầu cơ quan lao động trong Phủ Toàn quyền, mà bởi lãnh đạo cấp cao của SS và cảnh sát.

## Kháng chiến
Chống lại sự cai trị tàn bạo của Đức Quốc xã, Quân đội Nhà (Armia Krajowa) đã hoạt động trong bí mật. Phong trào kháng chiến này tổ chức các hành động phá hoại, thu thập thông tin tình báo và hỗ trợ lực lượng đồng minh. Sự căm thù đối với quân xâm lược đã bùng nổ trong nhiều cuộc nổi dậy, hầu hết trong số đó đều bị đàn áp đẫm máu.
Một hành động kháng chiến nổi tiếng là Cuộc nổi dậy ở Ghetto Warsaw vào mùa xuân năm 1943. Người Do Thái đã đứng lên chống lại kế hoạch đưa họ đến các trại hủy diệt. Mặc dù chênh lệch lực lượng và thiếu vũ khí, những người nổi dậy đã kháng cự quyết liệt trong nhiều tuần trước khi cuộc nổi dậy bị quân Đức đàn áp.
Một cuộc nổi dậy quan trọng khác là Cuộc khởi nghĩa Warsaw từ tháng 8 đến tháng 10 năm 1944. Cuộc nổi dậy này do Quân đội Nhà khởi xướng nhằm chống lại sự chiếm đóng của Đức Quốc xã. Mục tiêu là giành lại quyền kiểm soát Warsaw trước khi Hồng quân tiến vào thành phố. Cuộc nổi dậy kéo dài 63 ngày và kết thúc bằng một thất bại thảm khốc của các chiến sĩ Ba Lan. Thành phố sau đó bị Đức Quốc xã phá hủy có hệ thống và phần lớn dân số còn lại bị giết hoặc bị đày.

## Cơ cấu hành chính

### Toàn quyền và cấu trúc hành chính
Toàn quyền Hans Frank chỉ chịu trách nhiệm trực tiếp và duy nhất trước Adolf Hitler. Tất cả các cơ quan hành chính tại Phủ Toàn quyền đều thuộc quyền điều hành của Toàn quyền. Để thực hiện việc quản lý, Hans Frank đã thiết lập Chính quyền Phủ Toàn quyền, trong đó có các Thống đốc và dưới quyền là các Thị trưởng và Quận trưởng. Số lượng quan chức hành chính người Đức rất ít, và việc quản lý tuân theo các nguyên tắc thực dân.
Cả ở cấp quận và cấp khu vực, tất cả các cơ quan hành chính đều được tập trung, không có cơ quan chuyên biệt nào tồn tại.

### Quyền lập pháp
Quyền lập pháp tại Phủ Toàn quyền, theo luật ngày 12 tháng 10 năm 1939, thuộc về:
- Hội đồng Bộ trưởng Quốc phòng Đế chế,
- Đại diện Kế hoạch Bốn năm,
- Toàn quyền.
Một "Đặc phái viên Toàn quyền" tại Berlin được giao nhiệm vụ đặc biệt là xây dựng và thúc đẩy các quan hệ kinh tế.

### Cơ cấu cảnh sát và an ninh
Cảnh sát Phủ Toàn quyền thuộc quyền của Lãnh đạo Cảnh sát và SS cấp cao (HSSPF) tại Krakow, người này trực thuộc Toàn quyền Frank bên cạnh Quốc vụ khanh (Phó Toàn quyền). HSSPF đồng thời là Đại diện của Ủy viên Đế chế về việc củng cố dân tộc Đức.
Để giữ ảnh hưởng lên cơ quan hành pháp, Toàn quyền Frank đã xây dựng Sonderdienst, một dạng cảnh sát thay thế từ người gốc Đức, hoạt động ở cấp quận. Tuy nhiên, Frank không thể giành quyền kiểm soát hoàn toàn cảnh sát và chính sách dân tộc, đây là lĩnh vực chính trị chiếm ưu thế tại Phủ Toàn quyền.
Dưới quyền HSSPF là Tư lệnh Cảnh sát Trật tự và Tư lệnh Cảnh sát An ninh và SD (BdS). Các chỉ huy này và các đội đặc nhiệm dưới quyền có nhiệm vụ tiêu diệt đối thủ chính trị, các cán bộ cộng sản, cũng như những người bị coi là "kém về chủng tộc" (đặc biệt là người Do Thái và người Digan) ở các "vùng đất phía Đông". Mỗi khu vực trong năm khu vực của Phủ Toàn quyền đều có một Lãnh đạo SS và Cảnh sát (SSPF).

### Quân đội và quyền đặc biệt
Các lực lượng vũ trang của Wehrmacht tại Phủ Toàn quyền thuộc quyền chỉ huy của Tư lệnh Wehrmacht tại Phủ Toàn quyền dưới quyền Tổng tư lệnh Lục quân. Một sắc lệnh của Hitler ngày 19 tháng 10 năm 1939 quy định các quyền đặc biệt của Wehrmacht trong việc duy trì trật tự quân sự và trong trường hợp có bất ổn nội bộ.

## Đảng Quốc xã

### Lãnh đạo và Cơ cấu
Là Lãnh đạo Đế chế Đảng Quốc xã, Hans Frank điều hành "Khu vực công tác Phủ Toàn quyền Đảng Quốc xã". Khu vực này được chia thành các cấp độ khác nhau:
- Lãnh đạo Quận (Distriktstandortführungen): Cấp cao nhất của tổ chức đảng trong Phủ Toàn quyền.
- Lãnh đạo Địa phương (Standorte): Các đơn vị nhỏ hơn chịu trách nhiệm cho công việc đảng ở địa phương.

### Cộng đồng Đức
"Khu vực công tác Phủ Toàn quyền Đảng Quốc xã" điều hành "Cộng đồng gốc Đức". Tổ chức này bao gồm:
- Người Đức không phải là thành viên Đảng Quốc xã: Bao gồm dân thường Đức và các chuyên gia làm việc tại Phủ Toàn quyền.
- Người gốc Đức: Người dân tộc Đức sống ngoài Đế chế Đức, đặc biệt là ở Đông Âu.

"Cộng đồng gốc Đức", được thành lập vào ngày 20 tháng 4 năm 1940, đã được chuyển đổi thành "Cộng đồng gốc Đức" vào tháng 5 năm 1941. Việc tái cơ cấu này nhằm mục đích tập trung quyền kiểm soát tất cả người Đức trong Phủ Toàn quyền và tăng cường tổ chức Đảng Quốc xã.
"Cộng đồng gốc Đức" nhằm đảm bảo sự gắn bó về tư tưởng và tổ chức của người Đức và người gốc Đức với Đảng Quốc xã. Điều này đặc biệt quan trọng để thực hiện chính sách quốc xã và đảm bảo sự trung thành trong dân cư của Phủ Toàn quyền.

## Tài chính và Kinh tế
Tiền tệ Ba Lan được duy trì trong Phủ Toàn quyền; tỷ giá hối đoái được ấn định là 2 Złoty đổi 1 Reichsmark. Các tờ tiền của ngân hàng Ngân hàng Ba Lan (Bank Polski) thành lập năm 1924 đã được thay thế vào tháng 5 năm 1940 bởi ngân hàng phát hành mới được thành lập vào ngày 15 tháng 12 năm 1939 trong Phủ Toàn quyền (1 Złoty = 1 Złoty).
Văn phòng Quản lý tài sản được thành lập vào ngày 15 tháng 11 năm 1939 trong Phủ Toàn quyền, với các chi nhánh tại các quận, quản lý cả tài sản bị tịch thu của nhà nước Ba Lan đã bị Đức chiếm đóng cũng như tài sản "tư nhân" của người Ba Lan hoặc Do Thái.
Nguồn thu nhập chính của Phủ Toàn quyền là các độc quyền, được quản lý bởi Hermann Senkowsky từ năm 1942. Phủ Toàn quyền được tích hợp vào nền kinh tế chiến tranh của Đức Quốc xã, mặc dù chính sách dân tộc luôn được ưu tiên trong trường hợp có xung đột. Một yếu tố kinh tế quan trọng là việc tuyển dụng lao động cưỡng bức: Đến năm 1942, đã có khoảng một triệu người Ba Lan từ Phủ Toàn quyền bị đưa sang Đức làm việc.
Việc sử dụng lao động của dân số Ba Lan và Do Thái được điều hành thông qua các cơ quan lao động địa phương. Đối với dân số Ba Lan, có nghĩa vụ lao động và hạn chế thay đổi nơi làm việc. Đối với dân số Do Thái, có sự cưỡng bức lao động.
Từ ngày 1 tháng 12 năm 1940, Tổ chức Xây dựng (Baudienst) trong Phủ Toàn quyền phụ trách các công việc quan trọng trong lĩnh vực văn hóa đất, mở rộng các tuyến giao thông hoặc trong tình trạng khẩn cấp. Tổ chức này được chia thành Tổ chức Xây dựng Ba Lan, Tổ chức Xây dựng Ukraina và Tổ chức Xây dựng Goral.

## Tư pháp
Quyền tài phán thuộc về các lãnh đạo SS và cảnh sát cao cấp, dưới sự chỉ đạo của Himmler. Các thành phố quan trọng trong Phủ Toàn quyền có tòa án Đức và một tòa án cấp cao cho mỗi quận. Tuy nhiên, không có tòa án tối cao chung. Ngoài ra, cũng có các tòa án đặc biệt như ở Đức.
Quyền tài phán của Ba Lan vẫn tồn tại song song. Tòa án Tối cao Ba Lan bị bãi bỏ và thay thế bằng tòa phúc thẩm tại mỗi quận. Các tòa án này áp dụng luật pháp Ba Lan đối với người Ba Lan. Khi có xung đột pháp lý, tòa án Đức và luật pháp Đức được ưu tiên.

## Bưu điện
Hệ thống bưu điện và viễn thông được quản lý bởi "Văn phòng Bưu chính Đức" (Deutsche Post Osten). Người đứng đầu (từ cuối tháng 10 năm 1939 đến tháng 1 năm 1945 là Richard Lauxmann) đặt trụ sở tại Krakau. Dưới quyền ông là các quản lý bưu điện quận và các trưởng bưu điện địa phương.
Văn phòng Bưu chính Đức phát hành tem bưu chính riêng. Sau khi vào tháng 12 năm 1939 tạm thời sử dụng các tem Hindenburg-Medaillon được in đè ký hiệu "Văn phòng Bưu chính Đức" và vào mùa xuân năm 1940 sử dụng các tem Ba Lan in đè "Phủ Toàn quyền", vào tháng 8 năm 1940, các tem đầu tiên được thiết kế riêng cho các vùng bị chiếm đóng đã được phát hành. Đến mùa thu năm 1944, có khoảng 85 tem cho dịch vụ bưu chính thông thường và 36 tem dịch vụ. Các nhà thiết kế bao gồm Erwin Puchinger, Ferdinand Lorber và Wilhelm Dachauer.
Phí bưu điện tương đương với phí của Đức, với tỷ giá quy đổi 1 Pfennig = 2 Groschen.
Từ tháng 10 năm 1943, Phủ Toàn quyền được tích hợp vào hệ thống mã bưu điện của Đức. Mã bưu điện cho toàn bộ khu vực là 7 a.

## Đường sắt
Trong cuộc xâm lược vào Lodsch, một cục đường sắt Đức mới được thành lập và một bộ phận hoạt động từ Cục Đường sắt Quốc gia Đức tại Oppeln chuyển tới Krakau vào ngày 9 tháng 11 năm 1939 để hợp nhất thành Tổng cục Đường sắt miền Đông (Gedob). Tổ chức này đã được thành lập chính thức vào ngày 26 tháng 10 năm 1939. Cục này chỉ đạo qua các cục hoạt động đường sắt miền Đông (từ tháng 12 năm 1940 là các sở đường sắt miền Đông) tại Krakau, Lublin, Radom và Warszawa, tiếp quản mạng lưới đường sắt của Ba Lan trước đây (PKP), nhưng không phải là cơ quan kế thừa hợp pháp của nó. Hoạt động chủ yếu được đảm nhận bởi nhân viên đường sắt Đức.
Đến mùa đông 1939/1940, các phá hoại trong mạng lưới đường sắt Ba Lan trước đây đã được khắc phục đủ để quân Đức có thể trở về từ Bug và San bằng đường sắt. Vào mùa xuân 1940, các tuyến đường sắt đã hoạt động trở lại, chỉ còn một số cầu cần sửa chữa.
Sau khi ký kết hiệp định kinh tế Đức-Xô vào mùa xuân 1940, các cửa khẩu tại Brest-Litowsk và Przemysl đã được mở rộng đáng kể. Tại đây, các nhà ga chuyển hàng được xây dựng, nơi đường sắt khổ rộng của Nga gặp đường sắt khổ chuẩn của châu Âu.
Từ tháng 10 năm 1940, thông qua chương trình Otto, các tuyến đường sắt lớn từ Tây sang Đông qua Phủ Toàn quyền được khôi phục và mở rộng sau thiệt hại chiến tranh, tăng cường khả năng vận chuyển. Đặc biệt, tuyến đường sắt từ Radom qua Demblin đến Lublin được chú trọng.
Với việc sáp nhập quận mới Galizien vào ngày 1 tháng 8 năm 1941, sở đường sắt miền Đông Galizien mới được thành lập. Tuy nhiên, chỉ đến ngày 1 tháng 12 năm 1941, mạng lưới này mới được tiếp quản từ Sở Đường sắt Kiew.
Vào mùa thu năm 1942, sở đường sắt miền Đông Lublin bị giải thể và mạng lưới của nó được phân chia cho các sở Krakau, Radom và Warszawa. Theo sắc lệnh ngày 8 tháng 3 năm 1943, sở đường sắt miền Đông Radom cũng bị giải thể; từ ngày 1 tháng 5, ba sở còn lại tại Krakau, Lemberg và Warszawa được đổi tên thành các sở đường sắt miền Đông và có chủ tịch riêng. Toàn bộ tổ chức đường sắt Đức được áp dụng đầy đủ. Khi quân đội Liên Xô tiến vào, các văn phòng của Đường sắt miền Đông lần lượt được chuyển về phía Tây vào năm 1944/1945 và cuối cùng đến khu vực phía bắc của Pilsen vào mùa xuân 1945.

## Kết thúc
Phủ Toàn quyền, được thành lập ngay sau khi bắt đầu chiến tranh, đã kết thúc vài tháng trước khi Đức đầu hàng hoàn toàn. Quân đội Liên Xô tiến tới biên giới phía đông của Phủ Toàn quyền vào mùa xuân năm 1944. Là một phần Chiến dịch Bagration, Hồng quân tiến sâu vào Ba Lan do Đức chiếm đóng: Lviv bị chiếm vào ngày 27 tháng 7 năm 1944; Lublin trước đó đã được giải phóng vào ngày 24 tháng 7, nơi thành lập chính phủ cộng sản Ba Lan phụ thuộc vào Liên Xô. Sau khi các đơn vị Liên Xô bắt đầu vượt sông Vistula cùng lúc, Cuộc nổi dậy Warsaw bắt đầu vào ngày 1 tháng 8, cuộc nổi dậy đã bị Waffen-SS và các quân đội Đức khác dập tắt sau vài tuần.
Cuối năm 1944, phần lớn Phủ Toàn quyền bị Hồng quân chiếm đóng; quân Đức chỉ kiểm soát phần phía tây Phủ Toàn quyền. Tuy nhiên, nó không bị giải thể; Frank và chính quyền vẫn ở Krakow, nơi chỉ cách mặt trận vài km. Sự sụp đổ cuối cùng xảy ra với chiến dịch Vistula-Oder vào tháng 1 năm 1945. Mặt trận Đức không còn chống chọi nổi trước cuộc tấn công dữ dội: Warsaw bị chiếm vào ngày 17 tháng 1 và thủ đô Krakow bị chiếm đóng vào ngày 19 tháng 1. Ngày hôm trước, Toàn quyền Frank đã trốn sang Bavaria . Có một cuộc di tản vội vã của Phủ Toàn quyền, và Hồng quân đã giải phóng khu vực này vào tháng 1 năm 1945. Từ tháng 2 đến tháng 4 năm 1945, những tranh chấp giữa Frank và Bộ Ngoại giao tiếp tục về vấn đề liệu Phủ Toàn quyền có tiếp tục hoạt động hay không khi sự tồn tại của nó đang dần đi đến hồi kết.

## Văn học
- Martin Broszat: Nationalsozialistische Polenpolitik 1939–1945. Vom Autor überarb. ungekürzte Ausg., Fischer, Frankfurt am Main 1965.
- Beate Kosmala: Generalgouvernement. In: Wolfgang Benz, Hermann Graml und Hermann Weiß (Hrsg.): Enzyklopädie des Nationalsozialismus. Klett-Cotta, Stuttgart 1997, S. 483 ff.
- Witold Wojciech Mędykowski: Macht Arbeit Frei?: German Economic Policy and Forced Labor of Jews in the General Government, 1939–1943. Academic Studies Press, Brighton 2018, ISBN 978-1-61811-956-8.

Nguồn/Tài liệu
- Das Generalgouvernement. Reisehandbuch. Karl Baedeker Verlag, Leipzig 1943 – ba lần định vị bản đồ: IV.43, VI.43, undatiert.
- Maximilian du Prel (Hrsg.): Das General-Gouvernement. Konrad Triltsch, Würzburg 1942.
- Werner Präg/Wolfgang Jacobmeyer (Hrsg.): Das Diensttagebuch des deutschen Generalgouverneurs in Polen 1939–1945 (= Quellen und Darstellungen zur Zeitgeschichte. Bd. 20). Deutsche Verlags-Anstalt, Stuttgart 1975, ISBN 3-421-01700-X (Veröffentlichung des Instituts für Zeitgeschichte).
- Feliks Tych, Alfons Kenkmann, Elisabeth Kohlhaas, Andreas Eberhardt (Hrsg.): Kinder über den Holocaust. Frühe Zeugnisse 1944–1948. Interviewprotokolle der Zentralen Jüdischen Historischen Kommission in Polen. Metropol Verlag, Berlin 2008, ISBN 978-3-938690-08-6.
- Wolfgang Curilla: Der Judenmord in Polen und die deutsche Ordnungspolizei 1939–1945. Schöningh 2011.[1]

Nghiên cứu về tội ác của Đức Quốc xã
- Adalbert Rückerl (Hrsg.): Nationalsozialistische Vernichtungslager im Spiegel deutscher Strafprozesse. Belzec, Sobibor, Treblinka, Chelmno. Deutscher Taschenbuch-Verlag, München 1977, ISBN 3-423-02904-8.
- Stefan Lehr: Ein fast vergessener „Osteinsatz“. Deutsche Archivare im Generalgouvernement und im Reichskommissariat Ukraine (= Schriften des Bundesarchivs. Bd. 68). Droste, Düsseldorf 2007, ISBN 978-3-7700-1624-2 (zugleich: Düsseldorf, Univ., Diss., 2006).
- Markus Roth: Herrenmenschen. Die deutschen Kreishauptleute im besetzten Polen. Karrierewege, Herrschaftspraxis und Nachgeschichte (= Beiträge zur Geschichte des 20. Jahrhunderts. Bd. 9). Wallstein-Verlag, Göttingen 2009, ISBN 978-3-8353-0477-2 (zugleich: Jena, Univ., Diss., 2008).
- Markus Roth: Das Regime der Herrenmenschen. Die Kreishauptleute in Polen waren gebildete Juristen und Verwaltungsexperten. Sie sahen sich als Elite und herrschten als Tyrannen. In: Die Zeit, Nr. 36, 27. August 2009, S. 84.
- Bogdan Musial: Deutsche Zivilverwaltung und Judenverfolgung im Generalgouvernement. Eine Fallstudie zum Distrikt Lublin 1939–1944 (= Deutsches Historisches Institut Warschau. Quellen und Studien. Bd. 10). Harrassowitz, Wiesbaden 1999, ISBN 3-447-04208-7 (zugleich: Hannover, Univ., Diss., 1998: Die Politik gegenüber den Juden im Distrikt Lublin 1939–1944.) (Unveränderte Neuauflage, ebenda 2004, ISBN 3-447-05063-2).
- Jacek Andrzej Mlynarczyk: Hans Gaier. Ein Polizeihauptmann im Generalgouvernement. In: Klaus-Michael Mallmann, Gerhard Paul (Hrsg.): Karrieren der Gewalt. Nationalsozialistische Täterbiographien (= Veröffentlichungen der Forschungsstelle Ludwigsburg der Universität Stuttgart. Bd. 2). Wissenschaftliche Buchgesellschaft, Darmstadt 2004, ISBN 3-534-16654-X (2., unveränderte Auflage, ebenda 2005; 2., durchgesehene Auflage, Sonderausgabe, ebenda 2011, ISBN 978-3-534-23811-8; Primus, Darmstadt 2011, ISBN 978-3-89678-726-2).
- Robert Seidel: Deutsche Besatzungspolitik in Polen – Der Distrikt Radom 1939–1945. Paderborn/München/Wien/Zürich 2006, ISBN 978-3-506-75628-2.

Nghiên cứu về tuyên truyền và báo chí
- Lars Jockheck: Propaganda im Generalgouvernement. Die NS-Besatzungspresse für Deutsche und Polen 1939–1945 (= Einzelveröffentlichungen des Deutschen Historischen Instituts Warschau. Bd. 15). Fibre-Verlag, Osnabrück 2006, ISBN 3-938400-08-0.
- Klaus-Peter Friedrich: Der nationalsozialistische Judenmord in polnischen Augen: Einstellung in der polnischen Presse 1942–1946/47. 2 Bände. Köln 2003 (Köln, Univ., Diss., 2003).